# Жуёвич, Йован

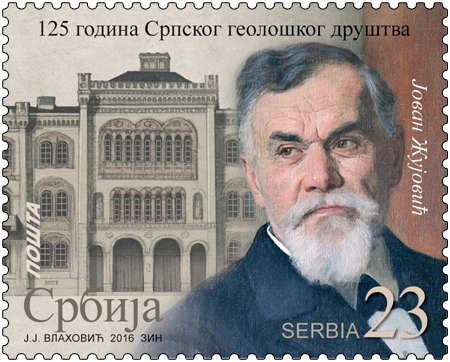
Йован Жуёвич на почтовой марке Сербии 2016 года, посвящённой к 125-летию со дня основания Сербского геологического общества

Йован Жуёвич (серб. Јован Жујовић; 18 октября 1856, Брусница , Княжество Сербия (ныне община Горни-Милановац, Моравичский округ, Сербия) - 19 июля 1936, Белград, Королевство Югославия) — сербский политический и государственный деятель, сенатор, дипломат, учёный, геолог, минералог и палеонтолог, педагог, профессор, ректор Белградской высшей школы (ныне Белградский университет) (1896 — 1897). Президент Сербской королевской академии наук и искусств (1915—1921).

## Биография
Окончил факультет философии Белградской высшей школе (ныне Белградский университет), позже изучал антропологию в Париже. Вернувшись в страну, получил должность на кафедре минералогии в Высшей школе Белграда, в 1883 году стал профессором. Ректор Белградской высшей школе (1896 — 1897).
Проводил исследования в области геологии, палеонтологии и  антропологии Сербии. В 1880-1900 годах подготовил первую геологическую карту Сербии. Автор основных учебников по геологии Сербии. 
Основал Геологический институт при Белградской высшей школе (ныне Белградский университет) (1889).
В том же году основал первый геологический журнал в стране «Геологический анализ Балканского полуострова», в 1891 году стал основателем Сербского геологического общества.  природы в Белграде. Один из основателей Музея сербской земли. Коллекция Й. Жуёвича стала основой для создания этого музея (сегодня Музей природы в Белграде). 
Один из основателей в 1887 году Королевской академии  наук и искусств Сербии. Президент Сербской королевской академии наук и искусств (1915—1921).
С 1901 года участвовал в политической деятельности. Был избран в Сенат (1901). Назначен министром образования и по делам конфессий (с 16 мая по 30 июля 1905 и с 11 октября 1909 до 12 сентября 1910). Министр иностранных дел Сербии (с 30 июля по 2 декабря 1905). 
Во время Первой мировой войны, в качестве специального посланника находился в Париже с миссией организации школ для сербских беженцев и сбора помощи.
Й. Жуёвич был членом Югославской Академии наук (с 1886), Венгерского геологического общества (с 1886), Киевского естественнонаучного  общества (с 1887) и Венгерской академии наук (с 1894).

## Награды
- орден Святого Саввы 1 и 3 степеней,
- Орден Белого орла (Сербия) 4 степени,
- Крест Милосердия (Королевство Сербия),
- Кавалер Ордена Почётного легиона,
- Орден «За гражданские заслуги» (Болгария).

В его честь названы некоторые окаменелости. Входит в сотню самых выдающихся сербов.

## Избранная библиография
- Geologische Uebersicht des Koenigreiches Serbien, 1886, Вена;
- Петрографска минералогија, 1887;
- Петрографија -{I-III}-, 1889, 1895;
- Основи за геологију Краљевине Србије, 1889;
- Sur les roches éruptives de la Serbie, 1893, Париж;
- Sur les terrains sédimentaires de la Serbie-, 1893, Париж;
- Геологија Србије . 2 т., 1893, 1900;
- Геолошка грађа околине села Бољетина, 1921;
- Поуке из геологије, 1922;
- Општа геологија, 1923;
- Les roches eruptives de la Serbie, 1924;
- Постање земље и наше домовине . 2 т., 1927, 1929;
- Снабдевање села водом. Извори и бунари, 1931.